# Montefiorino
Montefiorino – miejscowość i gmina we Włoszech, w regionie Emilia-Romania, w prowincji Modena.
Według danych na rok 2004 gminę zamieszkiwało 2318 osób, 51,5 os./km².